# Alfred Shemington Geden
Alfred Shemington Geden (Didsbury, (Londres), 1857) - 1936 (?), fou un teòleg anglès.
Va fer els estudis a la Universitat d'Oxford, es graduà com a ministre metodista i va ser director del Royapettah College de Madras de 1886 a 1889.
Va publicar:
- Studies in the Religion of the East, publicat per Charles H Kelly (1 gener 1913);
- Comparative Religion. Editorial: Book on Demand; Elibron Classics edición (1 gener 1898)
- Outlines of Introduction to the Hebrew Bible. Editorial: HardPress Publishing (28 gener 2013)

A més va col·laborar, en la Enciclopèdia de James Hasting i en altres revistes i publicacions.